# Antoni Ulryk z Brunszwiku-Wolfenbüttel
Antoni Ulryk z Brunszwiku-Wolfenbüttel lub Anton Ulryk Braunschweig-Lüneburg, niem. Anton Ulrich von Braunschweig-Wolfenbüttel (ur. 28 sierpnia 1714 w Bevern, zm. 4 maja 1774 w Chołmogorach) – książę Brunszwiku-Bevern, ojciec nieletniego cara Iwana VI Romanowa, mąż Anny Leopoldówny, regentki Rosji w latach 1740–1741.

## Życiorys

### Pochodzenie

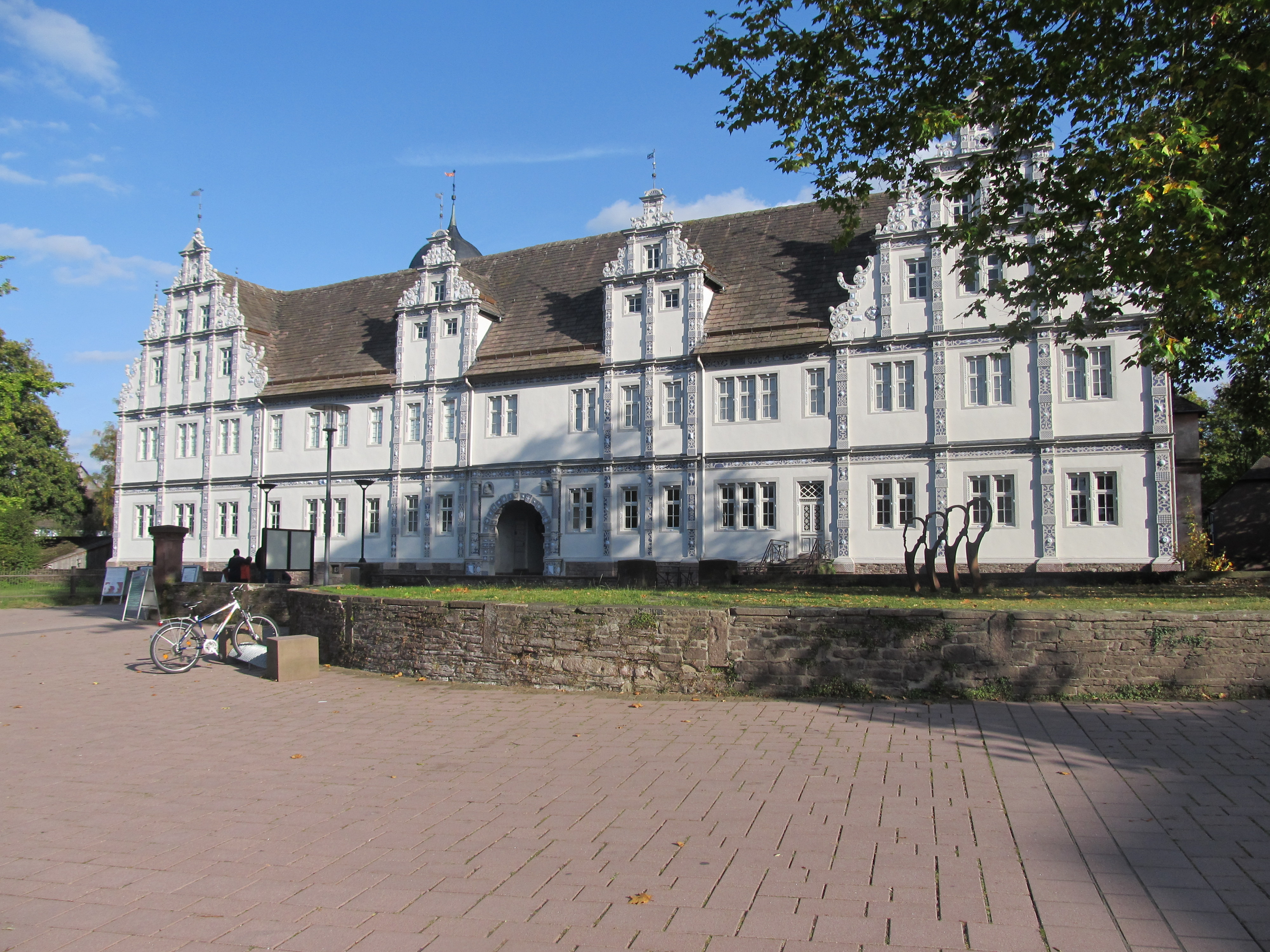
Zamek Welfów w Bevern

#### Rodzice
Antoni Ulryk był drugim synem Ferdynanda Albrechta II z Brunszwiku-Lüneburga oraz Antoniny Amalii z Brunszwiku-Blankenburga, a zatem po obu rodzicach potomkiem niemieckiego rodu królewskiego – Welfów. Jego matka była siostrą Szarloty Krystyny (żony zmarłego za młodu carewicza Aleksego) i równocześnie siostrą austriackiej cesarzowej Elżbiety Krystyny – żony Karola VI Habsburga. Tak więc Antoni Ulryk był przez swoją matkę kuzynem cara Piotra II Romanowa i przez siostrę ojca kuzynem cesarzowej Marii Teresy Austriackiej.

#### Rodzeństwo
Rodzice Antoniego Ulryka mieli w sumie 15 dzieci, on sam był drugim dzieckiem i synem:
1. starszy brat Karol – kolejny książę Brunszwiku
2. Antoni Ulryk – on sam, generalissimus carskiej armii
3. Elżbieta – żona króla Prus Fryderyka II
4. Ludwik – feldmarszałek Austrii, wybrany księciem Kurlandii, kapitan generalny i regent Holandii,
5. August (zmarł jako niemowlę)
6. Fryderyka Albertyna (1719–1772)
7. Ferdynand – feldmarszałek pruski
8. Luiza – żona młodszego brata Fryderyka II i matka późniejszego króla Fryderyka Wilhelma II Pruskiego
9. Zofia – żona księcia Saksonii-Coburg-Saalfeld Ernesta Fryderyka
10. Albrecht – pruski generał-major
11. Szarlotta Krystyna Luiza (1725–1766) – dziekanka ewangelickiego klasztoru żeńskiego w Quedlinburgu
12. Teresa – przełożona świeckiego klasztoru w Gandersheim
13. Juliana – żona króla Danii Fryderyka V
14. Fryderyk Wilhelm (zmarł jako niemowlę)
15. Fryderyk Franciszek - pruski generał major.

### Kariera

#### Kariera wojskowa
W 1733 roku Antoni Ulryk przybył do Rosji na życzenie cesarzowej Anny Iwanownej, która wybrała go na męża dla swojej siostrzenicy Anny Leopoldównej – prawdopodobnie pod wpływem wiedeńskiego dworu cesarskiego. Jeszcze w roku 1732 przyjął dowództwo stacjonującego w Rydze regimentu kirasjerów, nazywanego na jego cześć „kirasjerami brunszwickimi”.
W pułku „kirasjerów brunszwickich” służył wówczas sławny później baron Münchhausen. Brał on udział w dwóch wojnach przeciwko Turcji. Wątek fantastyczny w jego biografii, polegający na locie na pocisku artyleryjskim, ma w tle oblężenie Oczakowa w lipcu 1737 roku.
Po późniejszym aresztowaniu i zsyłce Antoniego Ulrycha pułk ten przejął późniejszy cesarz Piotr III Romanow.
W czasie wojny rosyjsko-tureckiej lat 1735–1739 Antoni Ulryk odznaczył się przy zdobyciu Oczakowa oraz marszu do Dniestru, za co awansował w 1739 roku do rangi generał-majora. Został ponadto nagrodzony orderami Św. Andrzeja Apostoła Pierwszego Powołania oraz Św. Aleksandra Newskiego. W 1740 awansował na generała-porucznika oraz powierzono mu dowództwo Lejb-Gwardyjskiego Pułku Kirasjerów Jego Wysokości.

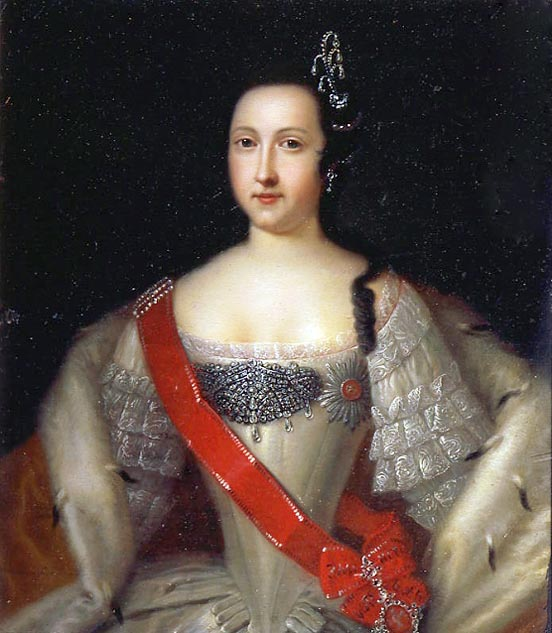
Portret Anny Leopoldownej autorstwa Louisa Caravaque’a, po 1733

#### Małżeństwo
Zaślubiny z Anną Leopoldówną odbyły się dopiero 14 lipca 1739. Żona urodziła mu w sumie pięcioro dzieci. Ich synem pierworodnym był urodzony 23 sierpnia 1740 w Petersburgu Iwan VI Antonowicz, który w po śmierci carycy Anny Iwanowny został carem Rosji jako niespełna roczne niemowlę. W jego imieniu regencję sprawowała później jego matka Anna Leopoldówna, po tym jak 20 listopada 1740 przewrót dworski odebrał władzę znienawidzonemu faworytowi zmarłej carycy Anny Iwanowny, Ernestowi Bironowi. Jemu to w swym testamencie caryca powierzyła opiekę nad nieletnim carem, a zatem i władzę.

#### Konflikt z Bironem

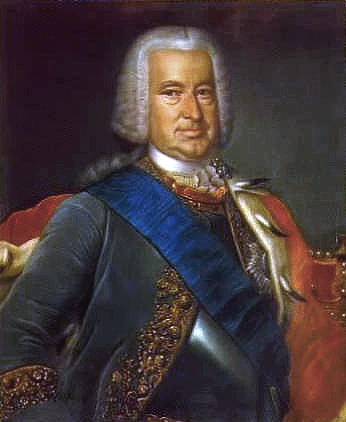
Ernst Johann von Biron

Póki Ernest Jan Biron był u władzy, pogardzał i obrażał rodziców małego cara grożąc im odebraniem dziecka i wydaleniem z Rosji w wypadku sprzeciwu. Trzymał ich z dala od wielkiej polityki i spraw rządowych. Jednakże Antoni Ulryk próbował zmienić postanowienie o kurateli i zwracał się z tym, aczkolwiek bezowocnie, do hr. Ostermanna oraz hr. Keyserlinga. Pułki gwardyjskie także się burzyły. Gdy jednak wyszły na jaw obciążające Antona Ulryka pogłoski spiskowe, Biron zagroził mu pośrednio śmiercią i zmusił do złożenia wszelkich urzędów i funkcji wojskowych (m.in. dowódcy Lejb-Gwardyjskiego Pułku Kirasjerów Jego Wysokości, zastępcy dowódcy Lejb-Gwardyjskiego Siemionowskiego Pułku). Było to 23 października 1740 roku, w dzień, kiedy miał otrzymać 200 000 rubli apanażu jako rodzic przyszłego imperatora. Jako swoiste zadośćuczynienie, niemal rok po sukcesie rewolucji pałacowej, której przewodziła jego żona, Anna Leopoldowna, oraz feldmarszałek Münnich, Anton Ulryk został mianowany generalissimusem 11 listopada 1741 roku.

### Upadek
Wkrótce po tym, 25 listopada 1741, doszło do kolejnego przewrotu pałacowego pod wodzą Elżbiety Piotrownej sprzymierzonej z sympatykami zesłanego na Syberię Birona. Jako córka cara Piotra I Wielkiego została ona nową carycą. Była ona co prawda dalszą krewną Antoniego Ulryka i jego żony, ale jednocześnie przedstawicielką nie tylko konkurującej linii dynastycznej, ale i dotychczasowej opozycji politycznej związanej z Francją, podczas gdy od czasów Piotra I Rosja była sojusznikiem habsburskiej Austrii.

#### Aresztowanie

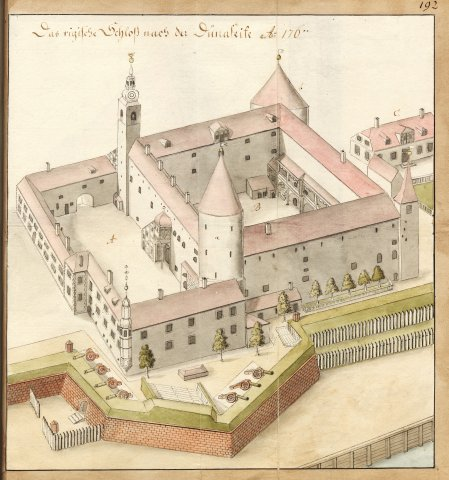
Zamek ryski w XVIII wieku.

W nocy z 5/6 grudnia 1741 car Iwan VI wraz z siostrą i rodzicami zostali aresztowani i odsunięci od władzy, kiedy znajdowali się w drodze za granicę, gdzie początkowo chciała ich wydalić nowa caryca Elżbieta. Jednak jej frankofilscy doradcy przekonali ją później, że pozbawieni kontroli Iwan VI i jego rodzeństwo byliby nieobliczalnym zagrożeniem jej władzy. Dlatego rozmyśliła się i zdecydowała odizolować ich gdzieś na pustkowiu.

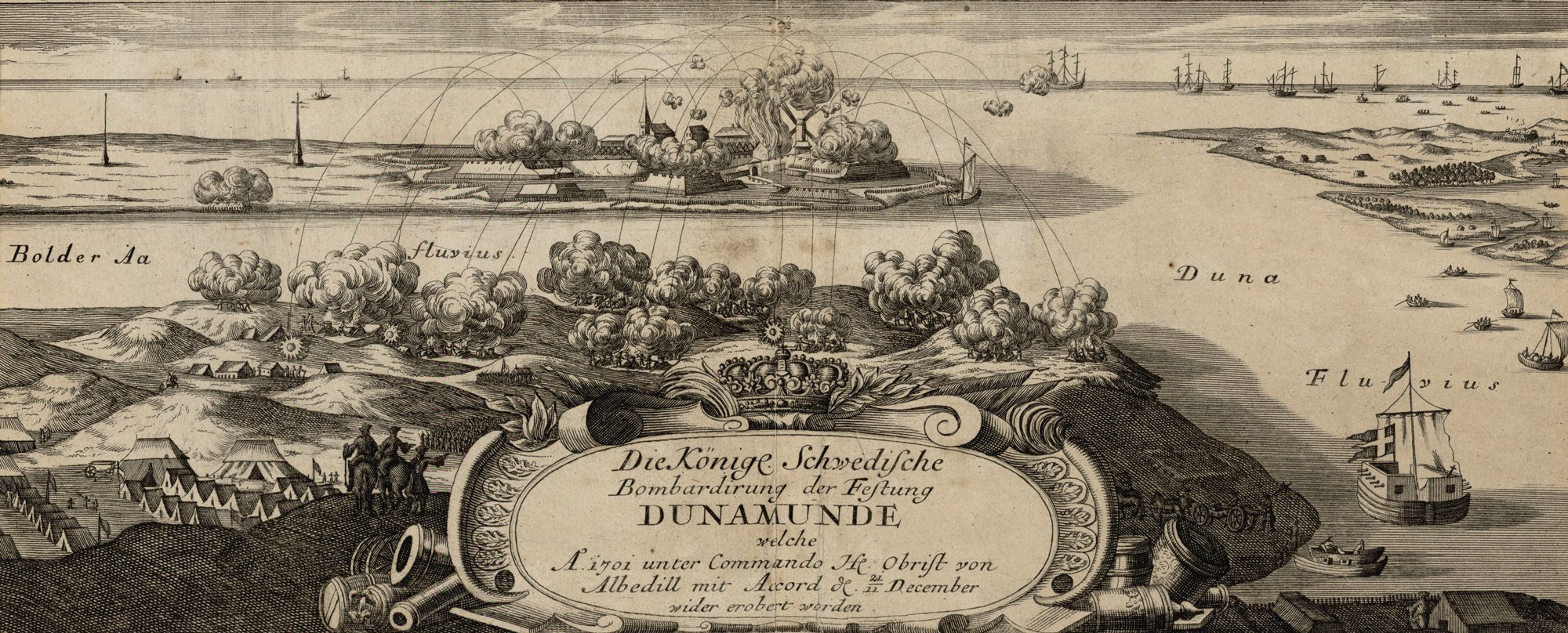
Twierdza Dyjament na obrzeżach Rygi, rycina z XVII wieku

Najpierw przetrzymywano carską rodzinę prawie przez rok w twierdzy ryskiej, aczkolwiek jeszcze wraz z najbardziej zaufanymi sługami. Później przewieziono ich do twierdzy Dyjament, gdzie urodziła się im druga córka – Elżbieta, a następnie izolowano ich w twierdzy Oranienburg koło Tambowa.

#### Zesłanie

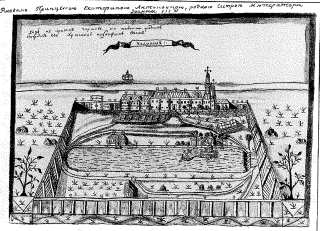
Chołmogory wedle rysunku księżniczki Elżbiety

W końcu zesłano ich do klasztoru w Chołmogorach na dalekiej północy Rosji, w Archangielskiej Guberni, ale już bez towarzystwa zaufanych osób. Rodzina Brunszwickich dotarła tam 9 listopada 1744 roku. Zakwaterowano ich w tzw. domu arcybiskupim należącym do kompleksu klasztorno-katedralnego w Chołmogorach.
Specjalnie ściągnięty z Archangielska oddział wojska dbał o to, by rodzinka Brunszwickich (ros.: Брауншвейгское семейство) nie miała kontaktu z obcymi. Jedynie archangielski gubernator miał obowiązek raz w miesiącu przekonać się o stanie więźniów. W ten to sposób można wyjaśnić, dlaczego koszty więzienia kilku osób wynosiły przeciętnie kilkanaście tysięcy rubli rocznie, mimo że nic z tych pieniędzy nie przeznaczono na utrzymanie lub remont budynków.
Anna Leopoldowna urodziła w Chołmogorach jeszcze dwóch synów: Piotra i Aleksego, po którego porodzie zmarła w wieku 27 lat na skutek komplikacji poporodowych. Obawiając się ogłoszenia Iwana IV imperatorem, w 1756 roku oddzielono od rodziny 16-letniego Iwana i odizolowano od świata w twierdzy Szlisselburg położonej na wyspie opodal Petersburga pod imieniem Grigorij, gdzie z czasem załamał się psychicznie. W 1764 roku został tam zamordowany, by udaremnić próbę uwolnienia.

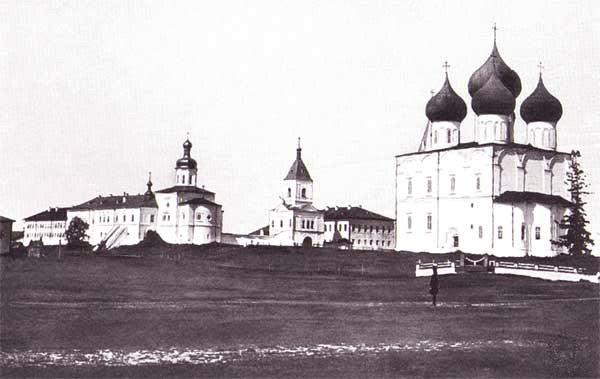
Plac katedralny w Chołmogorach, 19 w.

Następczyni syna Elżbiety Piotrownej, Piotra III, Katarzyna II Wielka zaoferowała samemu Antoniemu Ulrykowi w 1762 roku zwolnienie i wyjazd z Rosji, aczkolwiek bez dzieci. Antoni Ulryk propozycji tej nie przyjął, decydując się na dalszą niewolę w Chołmogorach wraz z pozostałymi dziećmi. Mógł się jednak odtąd nieco swobodniej poruszać. Zmarł prawie ociemniały 5 maja 1774 roku i został pochowany następnej nocy w nieznanym miejscu. Latem 2007 roku przypadkowo odkryto w ziemi dobrze zachowane szczątki człowieka w generalskim mundurze, przez co podejrzewa się, że należały one do Antoniego Ulryka.

### Uwolnienie potomstwa

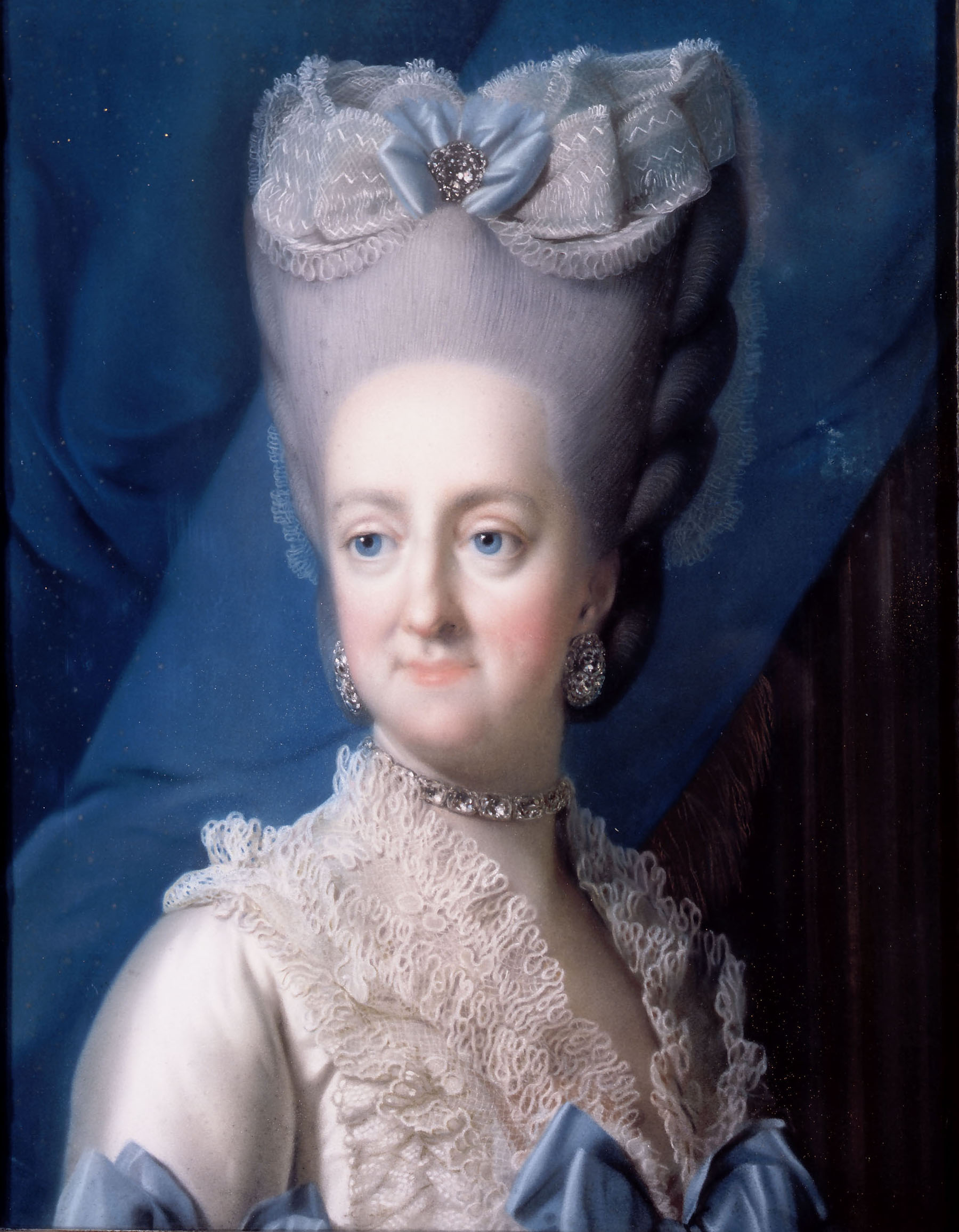
Juliane Marie, ok. 1780

Sześć lat po śmierci ich ojca Katarzyna II Wielka postanowiła zwolnić pozostałą przy życiu czwórkę dzieci Antoniego Ulryka na prośbę jego młodszej siostry Juliany-Marii, będącej w latach 1772–1784 regentką Danii. W wyniku porozumienia z carycą udzieliła im ona azylu w sennym jutlandzkim miasteczku Horsens. 27 lipca 1780 roku rodzeństwo opuściło potajemnie Chołmogory, a w nocy 30 lipca - Rosję na pokładzie fregaty „Polarna Gwiazda”, która odebrała ich z portu Twierdzy Nowodźwińskiej. W Danii rodzeństwo Brunszwickich przeżyło resztę życia.

## Małżonka i dzieci

### Pochodzenie żony
Właściwe imię Anny Leopoldowny to Elżbieta. Po przejściu na prawosławie przyjęła imię Anna na cześć swojej ciotki cesarzowej Anny Iwanowny. Anna Leopoldowna nazywana była w Rosji także Anną Meklemburską. Jej dziadkiem ze strony ojca był książę Fryderyk z Meklemburgii-Grabow, a babką landgrafini Christiana Wilhelmina z Hesji-Homburg. Dziadkiem Anny Leopoldowny ze strony matki był car Rosji Iwan V Romanow, a babką caryca Praskowia Sałtykowa.

### Dzieci

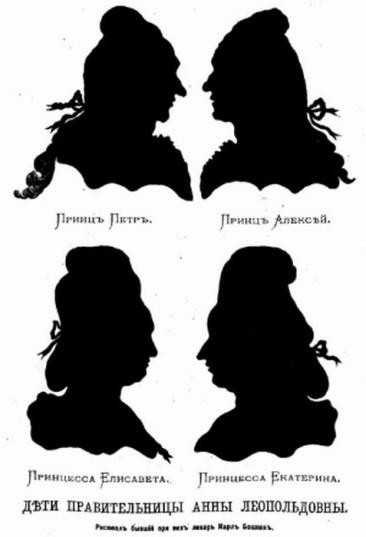
Sylwetki dzieci Antoniego Ulryka bez pierworodnego Iwana

Antoni Ulryk poślubił w 1739 Annę Leopoldówną (18 grudnia 1718 – 19 marca 1746), córkę księcia Karola Leopolda Meklenburskiego. Mimo że małżeństwo to było zaaranżowane politycznie, współcześni uznawali je za bardzo szczęśliwe, o czym mogą świadczyć wspólne dzieci:
- Iwan VI (23.08.1740–15.07.1764)
- Katarzyna (26.07.1741–21.04.1807)
- Elżbieta (27.09.1743–31.10.1782)
- Piotr (30.03.1745–11.02.1798)
- Aleksy (10.03.1746–23.10.1787)

## Recepcja
Jako drugi syn Antoni Ulryk z królewskiego rodu Welfów nie był przeznaczony na panującego władcę. Kolejnym potomkom możnych rodzin pozostawała zawsze kariera duchowna lub wojskowa. On został zawodowym oficerem, cechując się wszystkimi ku temu potrzebnymi cnotami. Wśród szlachty z rozbitych na dzielnice Niemiec rozwijające się dynamicznie Imperium Rosyjskie dawało nadproporcjonalne możliwości rozwoju kariery i zdobycia własnej fortuny. Zatem jego los nie byłby wcale wyjątkowym, gdyby nie koligacje rodzinne, dzięki którym został wyznaczony na ojca przyszłego cara Rosji.
Nie był silną postacią polityczną, ani nie był w stanie stworzyć własnego stronnictwa politycznego w kraju, gdzie był ledwie politycznym statystą. Jednym z powodów, dla którego władcy Rosji chętnie zaciągali niemieckich najemników, było właśnie osobista lojalność oraz brak powiązań z lokalnymi ambitnymi możnowładcami, co czyniło ich biernym narzędziem sprawowania władzy. Jednakże właśnie ten brak powiązań z lokalnymi graczami politycznymi oraz brak poczucia jedności z narodem okazały się czynnikami utrudniającymi utrzymanie się „rodzinie Brunszwickich” u władzy. Dlatego caryca Elżbieta Piotrowna mogła później dzięki temu swój przewrót zaprezentować na zewnątrz jako „patriotyczny odruch” przeciwko „panowaniu Niemców”.
Za to jego cechy osobiste z pewnością zasługują na uznanie. Jako mąż i ojciec był tak samo człowiekiem odwagi i honoru, jak i na polu bitewnym: do końca poświęcił się rodzinie. Dzieci wychowywał i nauczał (m.in. rysunku i rosyjskiego), jak na to pozwalały skromne możliwości. Nigdy się nie poddał wpajając dzieciom sens i chęć życia oraz rodzinne ciepło.

## Literatura
- Aleksandr Gustavovič Brückner, Die Familie Braunschweig in Russland., St. Petersburg: Schmitzdorff, 1876, OCLC 257721101. Brak numerów stron w książce
- Leonid Lewin: Macht, Intrigen und Verbannung. Welfen und Romanows an russischen Zarenhof. MatrixMedia Verlag, Göttingen 2002, ISBN 3-932313-05-4.
- Manfred von Boetticher: Anton Ulrich (d. J.), Herzog zu Braunschweig und Lüneburg (Wolfenbüttel). w: ISBN 3-937664-467, s. 47–48